# Alumínium-nitrid
Az alumínium-nitrid szilárd halmazállapotú szervetlen vegyület, az alumínium nitridje, képlete AlN. Hővezetőképessége nagy, akár 321  W/(m·K) is lehet, elektromosan szigetelő. Wurtzit fázisában (w-ALN) a tiltott sáv szélessége szobahőmérsékleten ~6 eV, ami az optoelektronikában felhasználható lehet távoli UV frekvencián való működésre.

## Története és fizikai tulajdonságai
Először 1877-ben állították elő. 
Tiszta (dópolatlan) állapotában az elektromos vezetőképessége 10−11–10−13 Ω−1⋅cm−1, ami dópolással 10−5–10−6 Ω−1⋅cm−1 értékre emelkedik. 1,2–1,8·105 V/mm elektromos térerősségnél átütés történik (átütési szilárdság).
Elméleti várakozások szerint a köbös cinkblende szerkezetű AlN (zb-AlN) fázisa nagy nyomáson szupravezető tulajdonságokat mutathat.
Hővezetőképessége nagy, a jó minőségű, MOCVD eljárással növesztett AlN egykristály hővezetési tényezője 321 W/(m·K), ez egybevág az elméleti úton számított értékkel.

## Fordítás
Ez a szócikk részben vagy egészben  az   Aluminium nitride című angol Wikipédia-szócikk ezen változatának fordításán alapul.  Az eredeti cikk szerkesztőit annak laptörténete sorolja fel. Ez a jelzés csupán a megfogalmazás eredetét és a szerzői jogokat jelzi, nem szolgál a cikkben szereplő információk forrásmegjelöléseként.